# Frederik van Schomberg

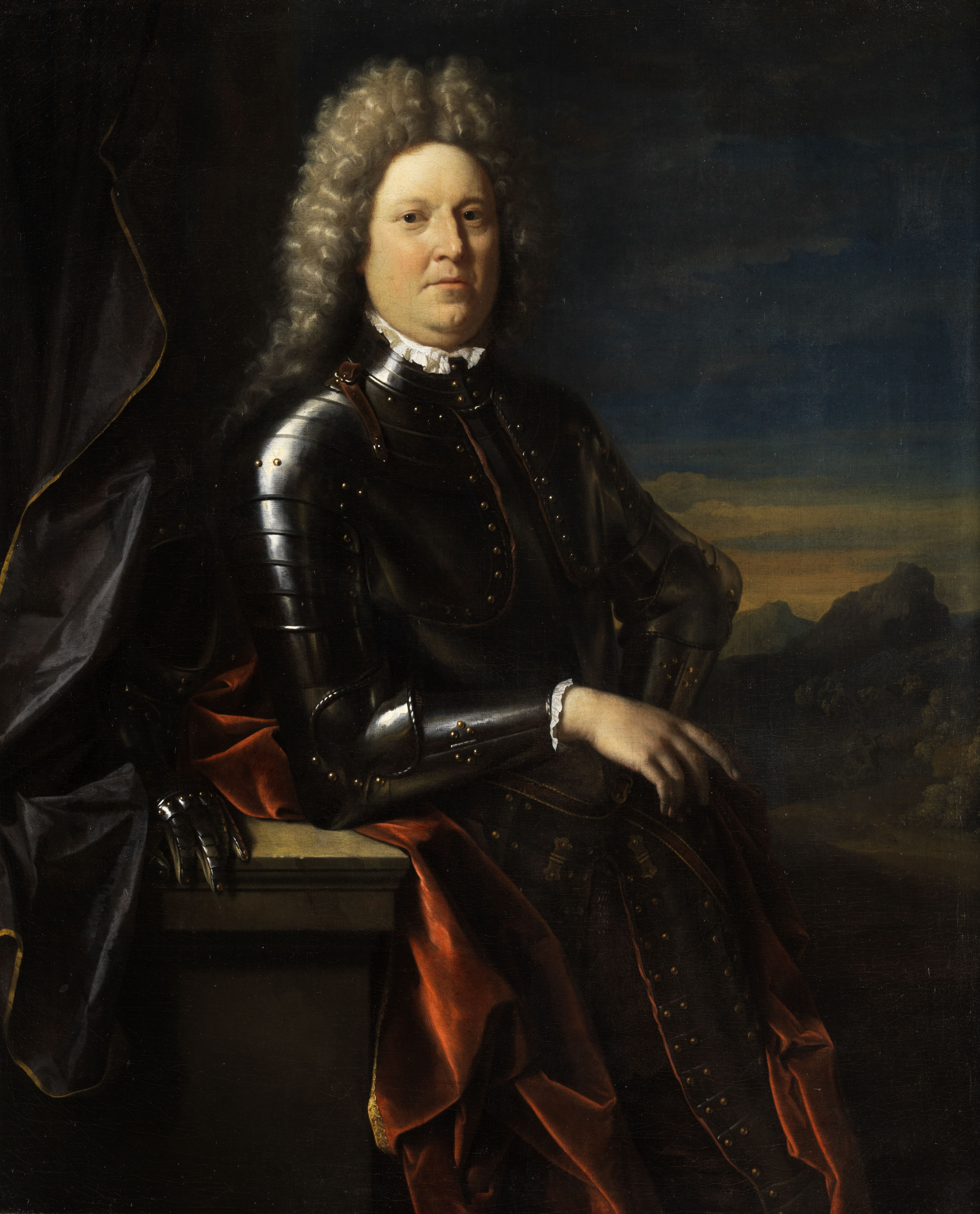
Frederik Herman van Schomberg

Frederik Herman van Schomberg (Heidelberg, 6 december 1615 – bij Drogheda tijdens de Slag aan de Boyne, 12 juli 1690) was een Duitse militair en bevelhebber in dienst van verschillende Europese landen en vorsten. Hij was de zoon van graaf Hans Meinhard van Schönberg, commandant in dienst van Keurpalts en Brandenburg en Anne Sutton.

## Naam
Omdat hij onder verschillende Europese vorsten diende, is hij in verschillende talen onder andere namen bekend: Duits: Friedrich (Hermann) von Schönberg of Schomberg; Frans: Armand-Frédéric de Schomburg; Engels: Frederick Schomberg.

## Levensloop
Op zestienjarige leeftijd diende hij onder Frederik Hendrik van Oranje-Nassau en vervolgens onder Bernard van Saksen-Weimar in de Slag bij Nördlingen in 1634. In 1635 onderscheidde hij zich in dienst van Lodewijk XIII van Frankrijk in de Tienjarige Oorlog in de Franche-Comté tegen het Heilige Roomse Rijk. Van 1639 tot 1650 was hij wederom in Staatse dienst. In 1650 keerde hij weer terug naar Frankrijk waar hij kapitein van Gendarmes écossais werd en tijdens La Fronde deelnam aan de oorlog tegen Spanje. In 1652 werd hij benoemd tot veldmaarschalk en later luitenant-generaal (1655). In 1660 hielp hij de Portugese koning Alfons VI tegen de Spanjaarden.
Terug in Spanje nam hij deel aan de Hollandse Oorlog, waarin hij wederom vocht tegen de Spanjaarden in Roussillon in 1674. In 1675 werd hij maarschalk van Frankrijk. In 1676 dwong hij stadhouder Willem III om het zijn beleg rond Maastricht op te geven en nam Kamerijk en Valencijn in. In 1684 veroverde hij Luxemburg.
Als protestant werd hij in 1685 door het Edict van Fontainebleau gedwongen naar het buitenland de vluchten. Hij ging eerst naar Portugal en vervolgens naar Brandenburg, waar hij opperbevelhebber van het leger werd. In 1688 hielp hij zijn voormalige tegenstander stadhouder Willem III van Oranje-Nassau tijdens de Glorious Revolution. Als dank beleende de nieuwe koning hem in 1689 met de titel hertog van Schomberg en werd hij benoemd tot ridder in de Orde van de Kousenband. Het jaar daarop werd hij naar Ierland gestuurd om tegen Jacobus II te strijden. Hier stierf hij tijdens de Slag aan de Boyne.
Schomberg werd begraven in Dublin.

## Huwelijken en kinderen
Schomberg was tweemaal gehuwd. Op 30 april 1638 trad hij in het huwelijk met Johanna Elisabeth von Schönburg († Geisenheim 21 maart 1669). Uit dit huwelijk werden zes zonen geboren:
- Otto (Gandersheim 15 maart 1639 – gesneuveld bij Valencijn ca 11 juli 1656)
- Frederik (1640 – 1700), 1e graaf van Mértola
- Meinhardt (1641 – 1719), 1e hertog van Leinster, 3e hertog van Schomberg, 2e graaf van Mértola
- Hendrik ('s-Hertogenbosch 9 juni 1643 – gesneuveld bij Brussel 1664)
- Karel (1645 – 1693), 2e hertog van Schomberg
- Willem ('s-Hertogenbosch 11 augustus 1647, † jong)

Na de dood van zijn vrouw hertrouwde Schomberg op 14 april 1669 met Susanne d'Aumâle († Berlijn, juli 1688). Dit huwelijk bleef kinderloos.